# Hapona moana
Hapona moana là một loài nhện trong họ Toxopidae.
Loài này thuộc chi Hapona. Hapona moana được miêu tả năm 1970 bởi Raymond Robert Forster.